# فیل شعبده‌باز
فیل شعبده‌باز یا فیل جادویی (به انگلیسی: The Magician's Elephant) یک فیلم پویانمایی رایانه‌ای آمریکایی-استرالیایی در سبک فیلم فانتزی و ماجراجویانه به کارگردانی وندی راجرز، نویسندگی مارتین هاینز و تهیه‌کنندگی جولیا پیستور است. این فیلم بر اساس رمانی به همین نام در سال ۲۰۰۹ نوشته کیت دی‌کامیلو است که صداپیشگانی همچون نوآ جوپ، مندی پتینکین، ناتاشا دمتریو، بندیکت وانگ، میراندا ریچاردسون و آصف مندوی را در خود دارد. این فیلم توسط نتفلیکس توزیع و در ۱۷ مارس ۲۰۲۳ منتشر شد.
موضوع فیلم:
پیتر در جستجوی خواهر گمشده‌اش اِدِل است. یک فالگیر به او می‌گوید که فیل شعبده‌باز شهر را دنبال کند.

## داستان
شهری به نام بالتِز، پس از جنگ، امید خود را به جادو و گرما از دست داده بود؛ به همین دلیل دیگر کسی خیال‌پردازی دربارهٔ جانوران عجیب و غریب نمی‌کرد و تنها حیواناتی در شهر نگهداری می‌شدند که به‌خاطر تولید محصولات پرورش می‌یافتند. نخستین اشاره به فیل زمانی رخ می‌دهد که پیتر (با بازی نوا جوپ)، پسرکی یتیم که توسط یک سرباز جنگ‌دیده به‌نام ویلنا لوتر (با بازی مندی پاتینکین) بزرگ شده، از سر کنجکاوی به یک پیش‌گو مراجعه می‌کند. ویلنا، که پیتر را برای جنگی دیگر آموزش می‌داد تا شانس زنده ماندنش بیشتر شود، او را برای خرید نان کهنه و یک ماهی کوچک به بیرون فرستاده بود. ویلنا او را پس از کشته شدن تمام اعضای خانواده‌اش از خط مقدم نجات داده و در شرایط سختی بزرگ کرده بود تا بتواند در بدترین وضعیت‌ها نیز دوام بیاورد.
تنها حسرت ویلنا این بود که نتوانسته بود خواهر پیتر، آدل (با بازی پیکسی دیویس)، را نجات دهد، بنابراین به او گفته بود که آدل هنگام تولد مرده است. حقیقت آن بود که خودش تصمیم گرفته بود پیتر را با خود ببرد و آدل را به خواهر ماری بسپارد. اما بعدها بمبی خانه‌ای را که خواهر ماری و آدل در آن بودند، نابود کرد و ویلنا نیز گمان برد که هر دو کشته شده‌اند. بنابراین، پیتر نیز این موضوع را حقیقت می‌پنداشت و هرگز در جست‌وجوی آدل برنیامد. ویلنا معتقد بود که اگر پیتر امید داشته باشد، هرگز سرباز خوبی نخواهد شد. او داستانی دربارهٔ یک سرباز جوان تعریف می‌کند که با افسانه‌ها آرامش می‌یافت، اما پس از آنکه ویلنا کتاب داستانش را از او گرفت، به ترسناک‌ترین سرباز ارتش پادشاه بدل شد.
روزی پیتر هنگام خرید غذای روزانه‌اش، با چادر پیش‌گویی روبه‌رو شد که او را خوب می‌شناخت. به همین دلیل تصمیم گرفت تنها سکه‌اش را که برای غذا کنار گذاشته بود، صرف پرسیدن یک سؤال کند؛ سؤالی که زندگی‌اش را تغییر داد. پیش‌گو به او گفت که خواهرش، آدل، زنده است و اگر می‌خواهد او را پیدا کند، باید دنبال فیل برود.
داستان «دنبال کردن فیل» در ابتدا فقط یک افسانه به نظر می‌رسید، اما این باور با ورود یک جادوگر بدشگون به اپرا رنگ واقعیت گرفت؛ جادوگری که از روی اشتباه و با وردی جادویی فیلی را از ناکجاآباد ظاهر کرد. اگرچه این یک تصادف بود، اما جادوگر (با بازی بندیکت وانگ) آرزو داشت امید و گرمای ازدست‌رفتهٔ بالتز را بازگرداند. با این حال، هم فیل و هم جادوگر زندانی شدند، زیرا فیل به‌طور تصادفی پای یکی از زنان اشراف‌زاده را در مراسم له کرده بود. اما حضور فیل باعث شادی و امید در دل دو نفر شد: پیتر، که دنبال خواهرش می‌گشت، و آدل، که همان روز در خواب دیده بود فیلی او را به‌سوی برادرش هدایت می‌کند.
آدل با کمک پرستارش، خواهر ماری (با بازی دان فرنچ)، با امنیت بزرگ شده بود. خواهر ماری به‌دستور ویلنا به اردوگاه ارتش رفته بود، اما با صحنهٔ ویرانی ناشی از بمباران روبه‌رو شد و آدل را به حاشیهٔ شهر برد تا از او مراقبت کند. خواهر ماری، مانند ویلنا، احساس گناه می‌کرد که نتوانسته پیتر را نجات دهد و معتقد بود باید هر دوی آن‌ها را نجات می‌داد. او که آدل را بسیار دوست داشت، با خواسته‌اش برای دیدن فیل موافقت کرد، چون آدل فیل را نماد امید می‌دانست.
پیتر تصمیم گرفت فیل زندانی را آزاد کند تا بتواند خواهرش را بیابد. همسایهٔ طبقه پایین او، لئو ماتی‌نل (با بازی برایان تایری هنری)، نیز به کمکش آمد. لئو افسر دربار پادشاه و فرمانده نگهبانان کاخ بود. او برای جلب توجه پادشاه (با بازی آسیف مندوی) نسبت به وجود فیل، او را به شهر آورد، به‌ویژه وقتی دید کنتس (با بازی کربی هاول-بتیست) حاضر نیست فیل را آزاد کند. دربار فیل را ابزاری از سوی یک قدرت خارجی می‌دانست و خواهان مرگش بود. ورود پادشاه نقطه عطفی در ماجرا بود. لئو پیتر را به دربار دعوت کرد تا در رونمایی از فیل شرکت کند. پیتر با شستن چشم فیل، که به‌خاطر گرد گچ تحریک شده بود، او را آرام کرد. سپس به پادشاه گفت که فیل باید او را به خواهرش برساند و خواهان سرپرستی‌اش شد. پادشاه که عاشق نمایش و اغراق بود، سه مأموریت غیرممکن برای پیتر تعیین کرد تا بتواند فیل را برای خود نگه دارد.
اولین مأموریت، شکست دادن رومن دِ اسمدت بود؛ جنگ‌جویی یک‌نفره. پیتر او را شناخت، چون همان کسی بود که ویلنا کتاب داستانش را از او دزدیده بود. پیتر با فرار از دست رومن، کتاب را بازیافت و آن را به او بازگرداند. با این کار، رومن که کتاب را گمشدهٔ دلش می‌دانست، دلش نرم شد.
مأموریت دوم پرواز کردن بود. در این مرحله، تلاش‌های لئو و همسرش گلوریا (با بازی سیان کلیفورد) نتیجه داد. آن‌ها برای پیتر یک چتر نجات ساختند که به او اجازه داد در آسمان سر بخورد و هنر پرواز را تقلید کند و پادشاه را تحت تأثیر قرار دهد. در مأموریت سوم، پیتر باید باعث خندیدن کنتس می‌شد، زنی که پس از مرگ برادرش در جنگ، هرگز نخندیده بود. پیتر با لطیفه‌اش موفق نشد، و کنتس به‌زور خندید. اما وقتی فیل عطسه کرد و پادشاه را غرق در مخاط کرد، کنتس از ته دل خندید و پادشاه نیز لبخند زد. پیتر پیروز اعلام شد.
در این میان، پیتر تصمیمش را تغییر داده بود. او دیگر نمی‌خواست فیل را برای یافتن آدل به کار گیرد، بلکه می‌خواست به فیل کمک کند خانواده‌اش را پیدا کند. پیتر با مراقبت‌های همیشگی‌اش پیوندی عمیق با فیل برقرار کرده بود. به همین دلیل، وقتی پادشاه اعلام کرد که حق مالکیت فیل را از او می‌گیرد، بسیار ناراحت شد، زیرا اکنون فقط می‌خواست فیل به زیستگاه طبیعی‌اش بازگردد. در نهایت، داستان اجازه نداد که این‌چنین پایان یابد و همه‌چیز به نفع پیتر رقم خورد. فیل نماد اعتماد ازدست‌رفته، روشنایی و امید شهر بالتز بود. کنتس پس از سال‌ها دوباره خندید و جادوگر، که به‌خاطر بی‌اعتمادی مردم قدرت جادویی‌اش را از دست داده بود، اکنون با ایمان دوبارهٔ مردم توانست فیل را به خانه‌اش بازگرداند.
در همین حال، آدل که ناخواسته با پیتر روبه‌رو شده بود، احساسی از آشنایی در او یافت. آن‌ها دوباره یکدیگر را دیدند، وقتی آدل از پیتر پرسید چرا فیل را آزاد کرده، در حالی‌که قرار بود فیل او را به سرنوشتش برساند. با ناپدید شدن فیل، روشنایی و امید به شهر بازگشت، ابرهای تیره کنار رفت و نفرین شهر پایان یافت. ویلنا نیز سرانجام شهامت یافت از خانه بیرون بیاید و به‌جای صندلی چرخ‌دار، با عصا راه برود. او در شهر با خواهر ماری روبه‌رو شد، زنی که گمان می‌برد همراه آدل کشته شده. خواهر ماری نیز از دیدن پیتر و ویلنا حیرت‌زده شد. این دیدار دوباره، نشانه‌ای از پایان دوره‌ای تاریک در بالتز بود؛ دورانی که مردم احساسات خود را از یاد برده بودند. داستان با گرما و شادی به پایان می‌رسد، و صدای خنده در همهٔ کوچه‌پس‌کوچه‌های شهر طنین‌انداز می‌شود؛ در حالی‌که پیتر و آدل با خانواده‌ای تازه، دور میز غذا جمع شده‌اند.

## بازخوردها
در وب‌سایت جمع‌آوری نقد راتن تومیتوز از ۳۵ نقد منتقد، با میانگین امتیاز ۶٫۵ از ۱۰ مثبت هستند. در اجماع این وب‌سایت آمده‌است: «فیل شعبده‌باز، همیشه خوش‌نیت و جذاب، اقتباسی است با پیامی در مورد ایمان به خود که بیشتر از جادو آشکار شده است». در متاکریتیک، که از میانگین وزنی استفاده می‌کند، بر اساس هفت منتقد، امتیاز ۵۳ از ۱۰۰ را به فیلم اختصاص داد که نشان دهنده «بررسی‌ها مختلط یا متوسط» است.